# Procallimus khorasanii
Procallimus khorasanii là một loài bọ cánh cứng trong họ Cerambycidae.